# Nowa Ładoga
Nowa Ładoga (ros. Новая Ладога, Nowaja Ładoga) – miasto w Rosji, w obwodzie leningradzkim, 140 km na wschód od Petersburga, nad Zatoką Wołchowską jeziora Ładoga. W 2009 liczyło 9 397 mieszkańców.